# Descentrado
Palabra inventada por la comandante

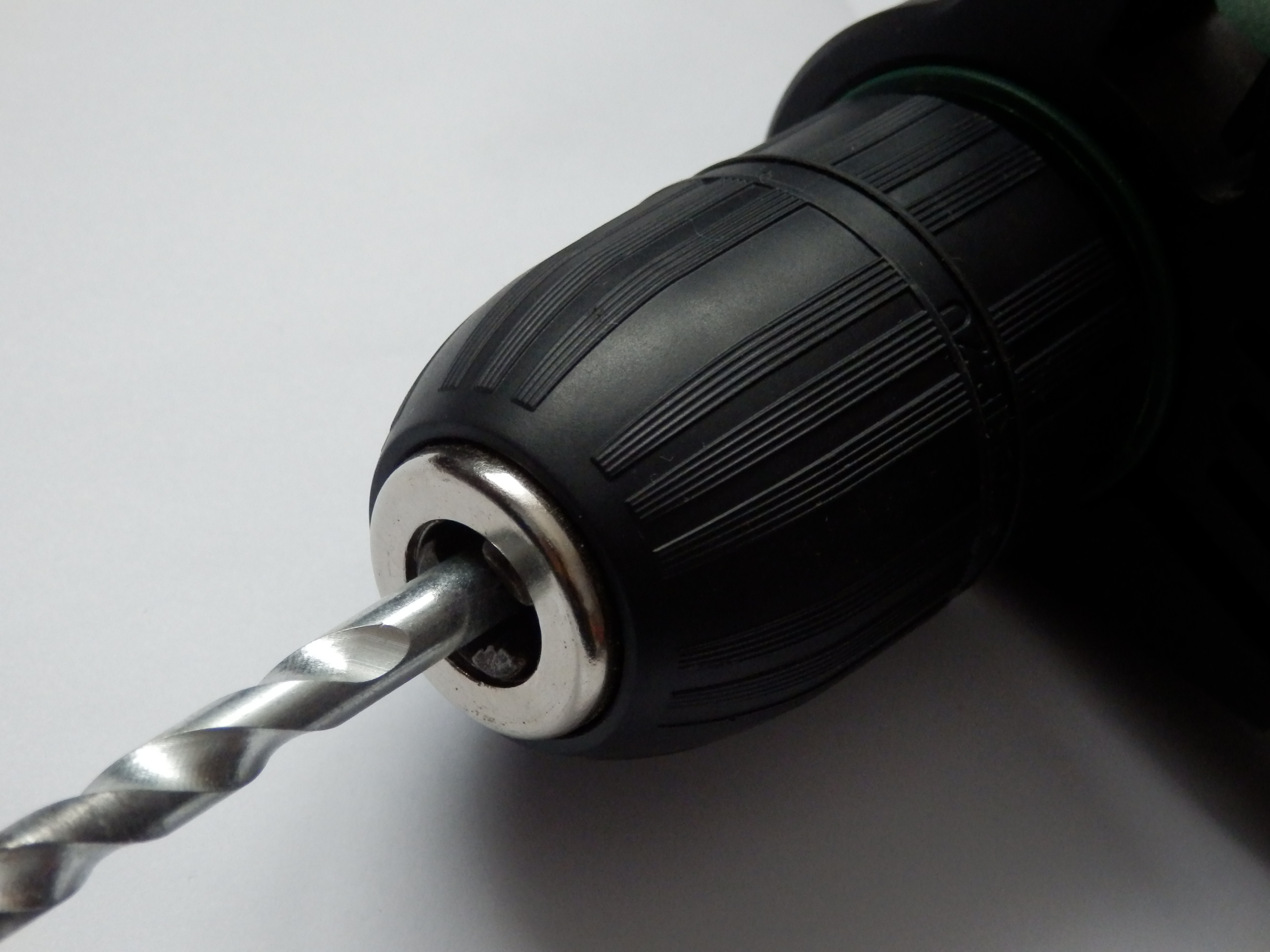
Portabrocas de un taladro. Si el eje de la broca y el del taladro no coinciden, se produce el descentrado de la broca, produciendo un orificio de mayor tamaño que el nominal

El descentrado es una inexactitud de los sistemas mecánicos rotativos. Específicamente, hace referencia a que una herramienta o el eje de una máquina no giran exactamente en línea con el eje principal. Por ejemplo, al perforar, el descentrado dará como resultado un orificio más grande que el diámetro nominal del taladro, debido a que la broca estará girando excéntricamente (es decir, desplazada con respecto al eje de rotación). En el caso de los rodamientos, el descentramiento causará vibraciones en la máquina y mayores cargas en los rodamientos.
El descentrado es un efecto dinámico y no se puede compensar. Si un componente giratorio, como un portabrocas, no sujeta la broca centralmente, entonces esta rotará alrededor de un eje secundario. 
El descentrado tiene dos formas principales:
- El descentrado radial se debe a que la herramienta o el componente está girando situado fuera del centro, es decir, la herramienta o el eje del componente no se corresponde con el eje principal. La desviación radial medirá lo mismo a lo largo del eje principal.
- El descentrado axial es causado por la herramienta o componente que forma un ángulo con respecto al eje de rotación. La excentricidad axial hace que la punta de la herramienta (o eje) gire fuera del eje de rotación con respecto a la base, y varía según el punto donde se mida.

Además, la desviación irregular es el resultado de rodamientos desgastados o en mal estado, que puede manifestarse como descentramientos axiales o radiales. 
El descentramiento está presente en cualquier sistema rotativo, y dependiendo del sistema, las diferentes formas pueden combinarse según las circunstancias para aumentarlo o reducirlo. Con un solo punto a lo largo de una herramienta o eje no es posible determinar si la desviación es axial o radial; solo midiéndo el descentrado a lo largo del eje pueden diferenciarse. 
La alineación absoluta es imposible; siempre estará presente un grado de error, por mínimo que este sea. Sin embargo, sí es posible reducir el descentrado por debajo de determinados umbrales de tolerancia, en función de la precisión que se requiera.

## Descentrado radial
El descentrado radial es el resultado de un componente giratorio deformado, como por ejemplo un rodamiento de bolas con el centro desplazado. Esto significa que la herramienta o eje giratorio, en lugar de estar alineado centralmente, rotará alrededor de un eje secundario. En general, las herramientas de corte son más tolerantes a la desviación radial, ya que los bordes son paralelos a la línea de corte que tiende a mantener la punta de la herramienta alineada. Sin embargo, un eje giratorio (como el del motor de un automóvil) puede ser menos tolerante a la desviación radial, ya que el centro de gravedad de la pieza en rotación se desplaza proporcionalmente al valor del descentramiento. 

## Descentrado axial
El descentrado axial es el resultado de un componente giratorio que no es paralelo al eje de rotación, como un portabrocas que no mantiene el taladro exactamente en línea con el eje. En general, las herramientas de corte son menos tolerantes al descentrado axial, ya que la punta de la herramienta tiende a excavar y aumentar aún más la excentricidad. Sin embargo, un eje motor puede verse menos perjudicado por el descentrado axial, ya que el centro de gravedad se desplaza menos. 

## Medición
Normalmente, el descentrado se mide usando un indicador de cuadrante presionado contra el componente giratorio mientras se gira. El descentrado total indicado (TIR) es un término técnico para designar el descentrado medido de cualquier sistema rotativo, incluidas todas las formas de descentrado, en el punto medido.